# Tremaine Stewart
Tremaine Stewart (Kingston, 5 de enero de 1988 - Spanish Town, 18 de abril de 2021) fue un futbolista profesional jamaiquino. Se desempeñó en la posición de delantero.

## Trayectoria deportiva
Comenzó su carrera en su tierra natal, jugando para el August Town y el Portmore United en la Liga Premier Nacional de Jamaica, antes de ser transferido al Aalesunds FK de la Tippeligaen noruega. 
El 25 de marzo del 2012 hizo su primera aparición en liga con el Aalesunds como substituto contra el Stabæk. Más tarde anotó su primer gol contra el Haugesund, el 16 de mayo de 2012, en su quinta aparición liga para el club. Anotó los dos goles del Aalesunds FK en la Liga Europa en el partido ganado a KF Tirana de Albania.

## Selección nacional
Hizo su debut internacional el 24 de febrero del 2012 contra la Selección de Cuba. Hizo su primera anotación en el partido ganado  a la Selección de Nueva Zelanda con marcador de 3-2 el 29 de febrero de 2012.

## Clubes
| Club                     | País      | Año               |
| ------------------------ | --------- | ----------------- |
| August Town              | Jamaica   | 2006 - 2008       |
| Portmore United          | Jamaica   | 2008 - 2012       |
| Aalesunds FK             | Noruega   | 2012 - 2014       |
| Waterhouse Football Club | Jamaica   | 2014 - 2015       |
| RoPS Rovaniemi           | Finlandia | 2015, 2017 - 2020 |
| Portmore United FC       | Jamaica   | 2016 - 2017       |
| Dunbeholden F.C.         | Jamaica   | 2020 - 2021       |

## Muerte
Falleció la mañana del 18 de abril de 2021, a los 33 años, luego de haberse desvanecido repentinamente durante un partido la noche anterior. A pesar de haber sido llevado al hospital más cercano, no pudo ser reanimado.